# Jerzy Sladkowski
Jerzy Sladkowski właściwie Jerzy Śladkowski (ur. 19 lipca 1945 w Radomiu) – polski reżyser, scenarzysta filmów dokumentalnych na stałe mieszkający w Szwecji.

## Życiorys
Absolwent Wydziału Filologii Klasycznej na Uniwersytecie Mikołaja Kopernika w Toruniu i Wydziału Dziennikarstwa na Uniwersytecie Warszawskiem.
Prace rozpoczął w 1972 roku jako dziennikarz w TVP w Warszawie. Od 1982 roku pracuje w szwedzkiej telewizji SVT i Svenska Filminstitutet. Od 1993 roku współpracuje z niemiecką telewizją ZDF. Za pracę twórczą otrzymał Wielką Nagrodę Dziennikarzy Szwedzkich.

## Filmografia

### Reżyser
- 2015: Don Juan
- 2010: "Vodka Factory"
- 2008: "Crime Diary"
- 2007: "Paradiset"[2]
- 2006: "Bästisar"
- 2004: "My American Family"
- 2002: "Nobel Virgins"[3]
- 1999: "Schwedischer Tango"
- 1996: "Vendetta – Blutrache in Albanien"
- 1994: "Dzieci tundry"
- 1990: "Dödens triangel"
- 1990: "Kärleksnatten"
- 1986: "C.C.C.C"
- 1985: "ABC"

### Scenarzysta
- 2006: "Bästisar"
- 2004: "My American Family"
- 1999: "Schwedischer Tango"
- 1994: "Dzieci tundry"

### Nagrody
- 1990 Nagroda "Prix Italia" za film "Trójkąt śmierci"
- 1996 Nagroda Europejskiej Akademii Filmowej "Feliks" za film "Wendeta"[4]
- Wielka Nagroda Dziennikarzy Szwedzkich.
- 2010 Nagroda Główna Międzynarodowego Festiwalu Filmów Dokumentalnych i Animowanych "Złoty Gołąb" za film dokumentalny "Vodka Factory"[5]